# 尾張旭市立瑞鳳小学校
尾張旭市立瑞鳳小学校（おわりあさひしりつ ずいほうしょうがっこう）は、愛知県尾張旭市大塚町にある公立の小学校。

## 校区
校区は矢田川の南側の大塚町、庄南町、西山町、東山町、吉岡町である。公立中学校に進学する場合は尾張旭市立西中学校に進学する。
校区となった地域は、1969年に発足した印場第一区画整理組合が開発を進めていた地域である。校地は開発時に確保されていた。プールと体育館は印場第一区画整理組合により、瑞鳳小学校開校前に完成し、使用されていた。

## 沿革
- 1976年（昭和51年）7月 - 仮称川南小学校のプールが、校舎・体育館に先がけて完成する。
- 1977年（昭和52年）
  - 4月 - 仮称川小学校の体育館が完成する。
  - 6月 - 仮称川南小学校の校舎の起工式を行う。
  - 7月7日 - 校名が瑞鳳小学校に決定する。
- 1978年（昭和53年）4月 - 尾張旭市立渋川小学校から分離し、開校する。
- 1979年（昭和54年）7月 - 校舎を増築する。

## 交通アクセス
- 名鉄瀬戸線印場駅下車、徒歩約20分。
- 名古屋市営バス藤丘12号系統「瑞鳳橋」バス停より徒歩約3分。

名古屋市営地下鉄東山線・愛知高速交通東部丘陵線藤が丘駅より東谷山フルーツパーク行き。
- 尾張旭市営バス「あさぴー号」西ルート「瑞鳳橋」バス停より徒歩約3分。

## 学校周辺
- 矢田川
- 大塚公園
- 愛知県立旭野高等学校
- 尾張旭市立西中学校
- 尾張旭市立渋川小学校
- 尾張旭市立本地原小学校
- 名古屋市立本地丘小学校
- 名古屋市立天子田小学校
- 印場駅
- ピアゴ印場店
- 中部電力パワーグリッド 旭名東営業所
- 愛知県道214号松本名古屋線
- 愛知県道208号上半田川名古屋線